# Dracy-Saint-Loup
Dracy-Saint-Loup è un comune francese di 601 abitanti situato nel dipartimento della Saona e Loira nella regione della Borgogna-Franca Contea.

## Società

### Evoluzione demografica
Abitanti censiti